# Sala Regia

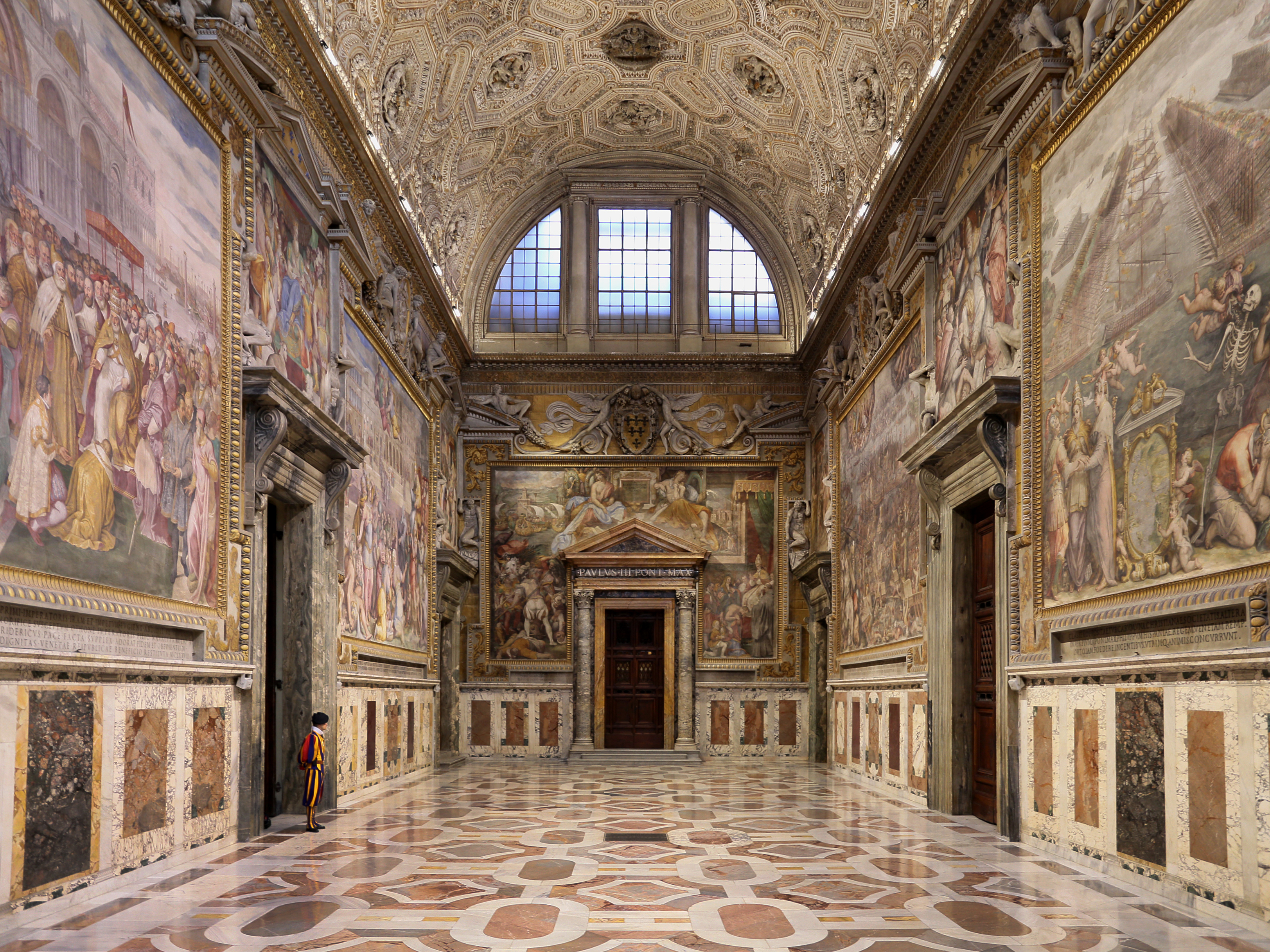
Sala Regia (Blick nach Süden). Hinten, in der Stirnwand, der Eingang zur Capella Paolina, die Tür vorne rechts führt zur Scala Regia, die gegenüberliegende Tür mit Schweizergardisten zu einer Treppe, die zum Cortile del Maresciallo hinabführt. Der Eingang zur Sixtinischen Kapelle ist nicht zu sehen (rechts vom Fotografen).

Die Sala Regia (Königssaal) ist ein Ehrensalon, der sich im Apostolischen Palast in der Vatikanstadt in Rom befindet. Man erreicht ihn über die Scala Regia oder der gegenüberliegenden Treppe vom Cortile del Maresciallo (ital.: Marschall-Hof). Von der Sala Regia gelangt man in die Paulinische Kapelle, die Sixtinische Kapelle und die Sala Ducale.

## Geschichte
Die Sala Regia wurde zwischen 1540 und 1573 von Antonio Sangallo erbaut. Sie hatte ursprünglich die Funktion eines Thronsaals und diente dem Empfang von königlichen Botschaftern und anderen hohen Gästen. Der päpstliche Thron befand sich an der Westseite des Saales zwischen dem Eingang zur Scala Regia und dem der Sixtinischen Kapelle.
Heute dient der Saal gelegentlich als Konzertsaal für musikalische Darbietungen in Anwesenheit des Papstes oder dem Neujahrsempfang des Diplomatischen Corps. Im Jahr 2016 wurde Papst Franziskus in der Sala Regia der Karlspreis verliehen.
Zum Anfang eines Konklaves begeben sich die Kardinäle nach einer Andacht in der Paulinischen Kapelle durch die Sala Regia in die Sixtinische Kapelle. Ebenso gelangt man – z. B. am Ende des Konklaves – durch die Sala Regia auf die Benediktionsloggia des Petersdoms. Alle genannten Räume (mit Ausnahme der Sixtinischen Kapelle, die den Schlusspunkt eines Besuches der Vatikanischen Museen bildet) sind für die Öffentlichkeit normalerweise nicht zugänglich.

## Beschreibung

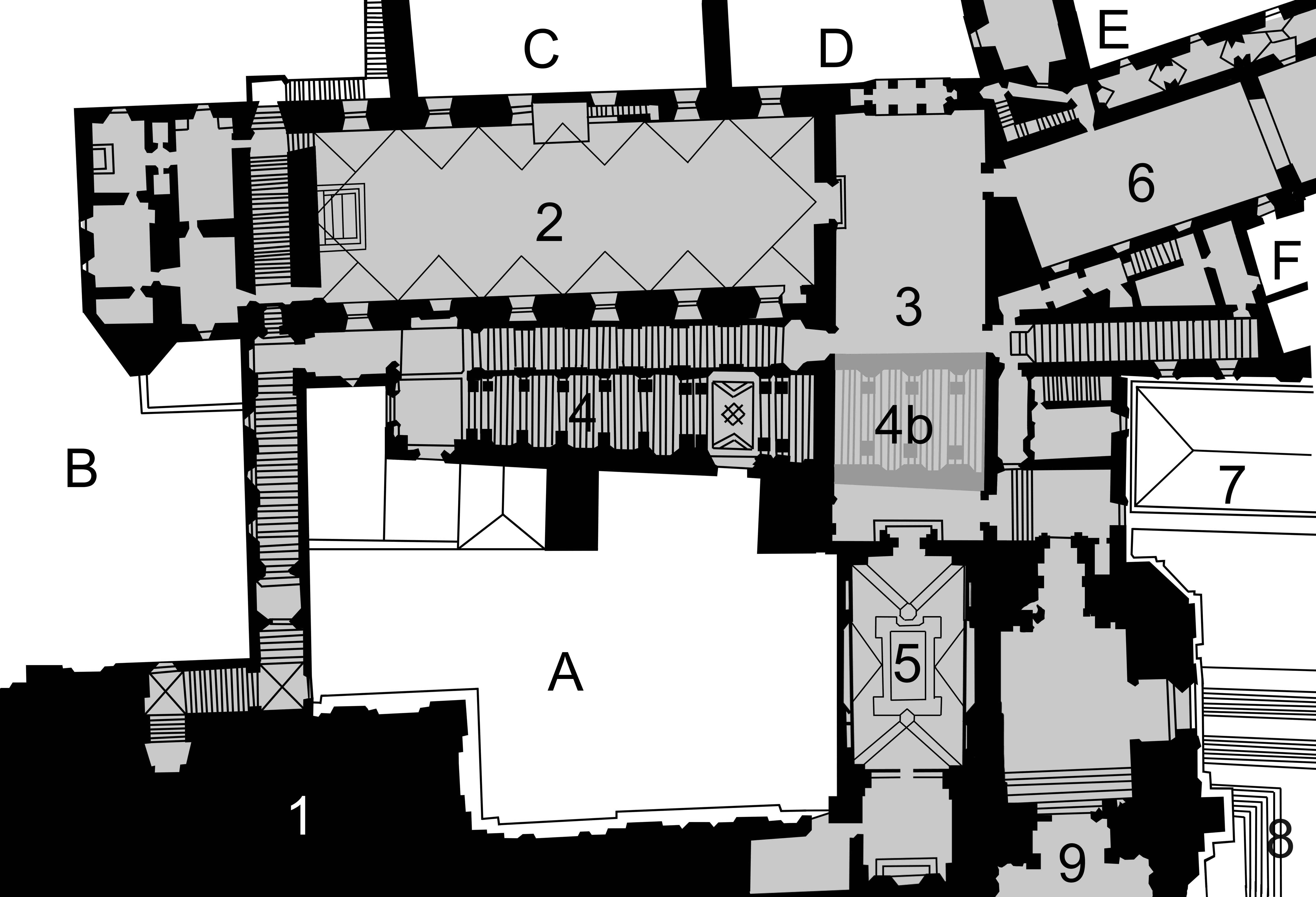
Ein schematischer Grundriss aller Räume, Säle und Höfe rund um die Sala Regia (3).

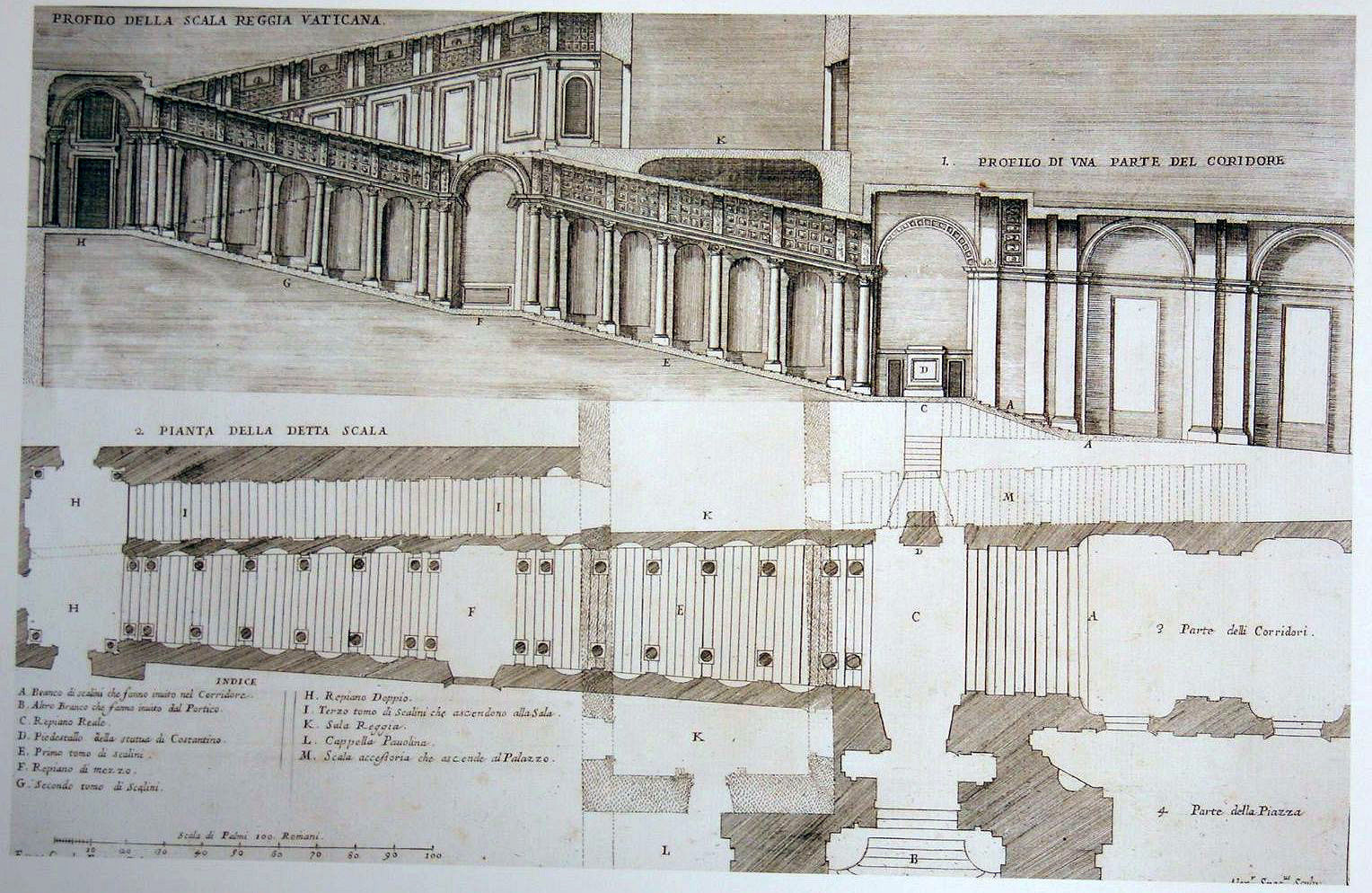
Aufriss der Scala Regia mit als Ziel die Sala Regia (K)

Die Sala Regia ist ca. 40 Meter lang, 12 Meter breit und bis zum Gewölbeansatz 13 Meter hoch. Das Gewölbe bildet einen Halbzylinder. Die Stuckarbeiten am Gewölbe wurden von Perino del Vaga geschaffen, die Verzierungen über den Türen stammen von Daniele da Volterra.
Die Fresken zeigen bedeutende Wendepunkte in der Geschichte der Kirche, darunter die Rückkehr von Papst Gregor XI. von Avignon nach Rom, die Seeschlacht von Lepanto, die Aufhebung der Exkommunikation des deutschen Königs Heinrich IV. und die Versöhnung Papst Alexanders III. mit Friedrich Barbarossa in Venedig.
An der Ausmalung waren mit Giorgio Vasari, Federico Zuccari, Taddeo Zuccari, Lorenzo Sabatini und Perino del Vaga einige der namhaftesten italienischen Künstler der Mitte des 16. Jahrhunderts beteiligt.

## Galerie

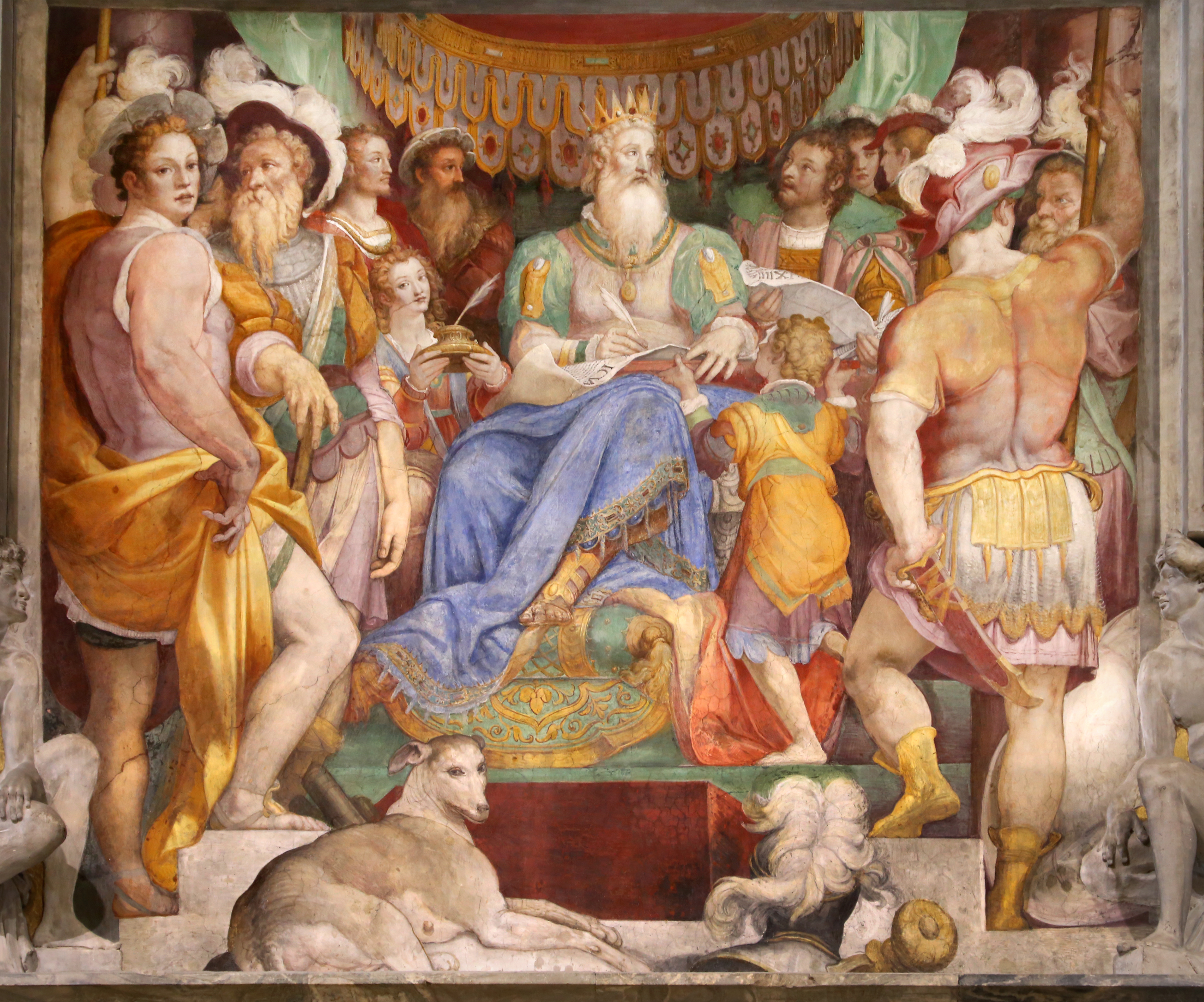
Carlo magno conferma la donazione di Ravenna von Taddeo Zuccari
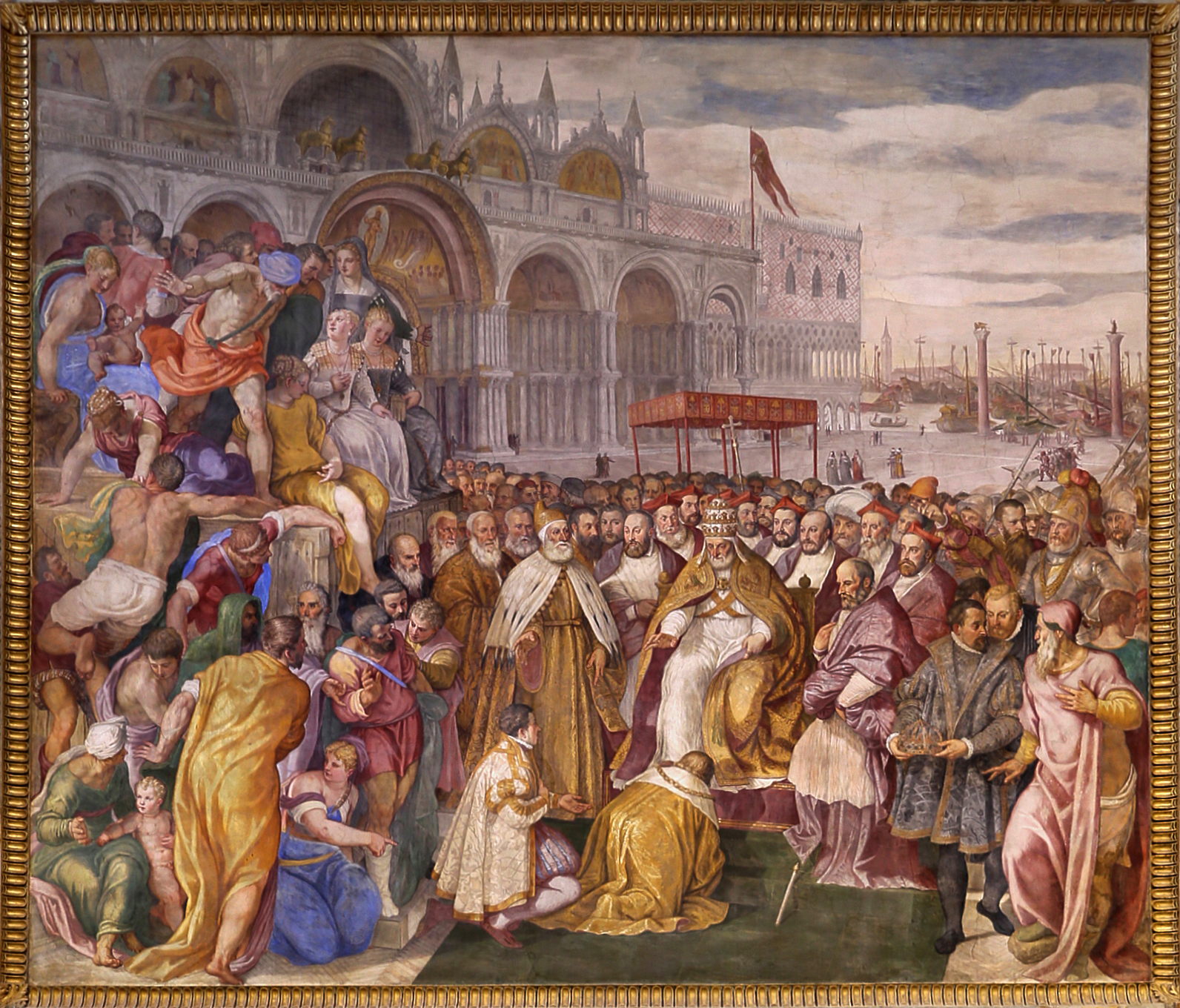
Sottomissione del Barbarossa ad Alessandro III von Francesco Salviati und Giuseppe Porta
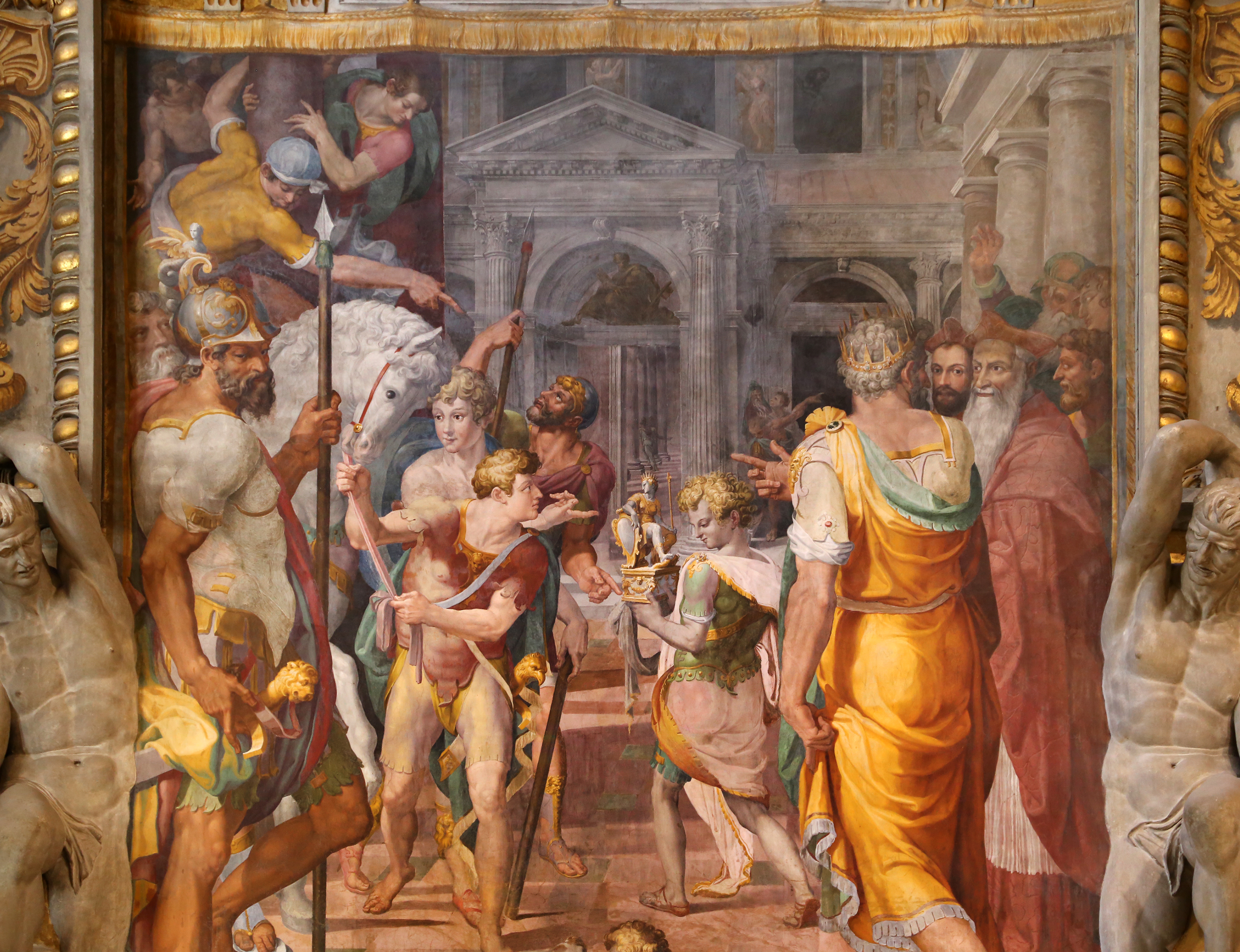
Pietro d'Aragona offre il regno a Innocenzo III von Livio Agresti
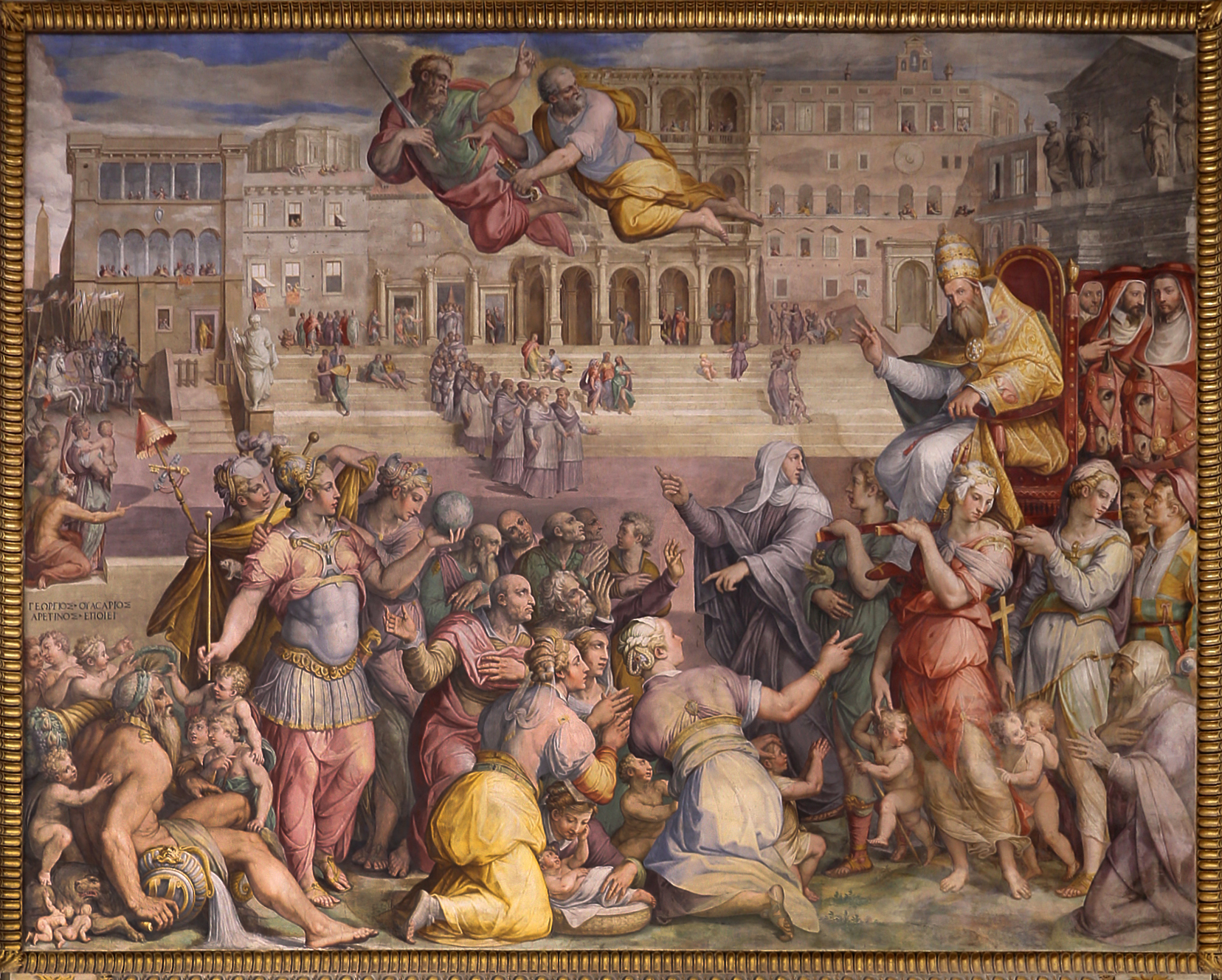
Gregorio XI torna da Avignone von Giorgio Vasari
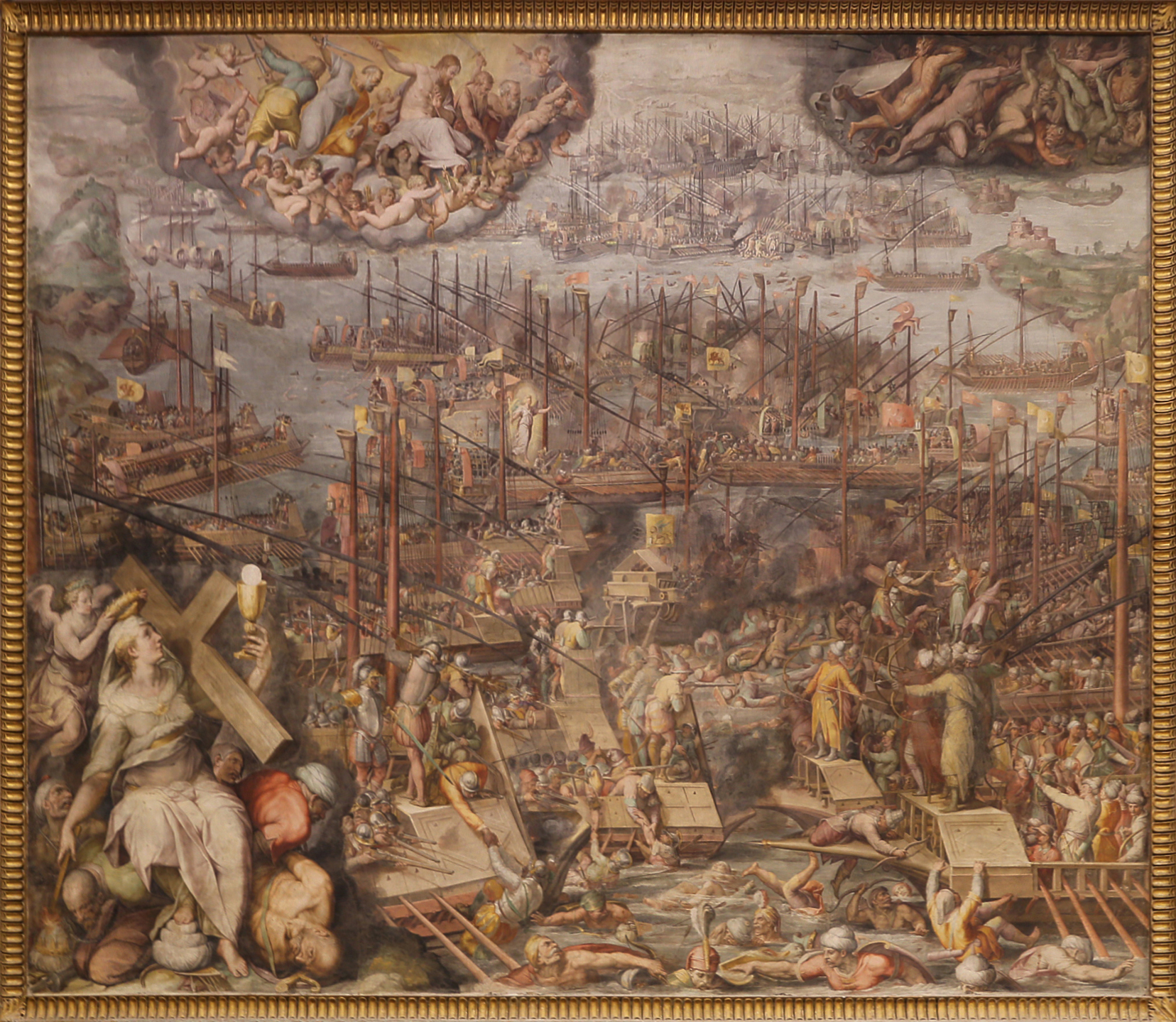
Battaglia di Lepanto von Giorgio Vasari
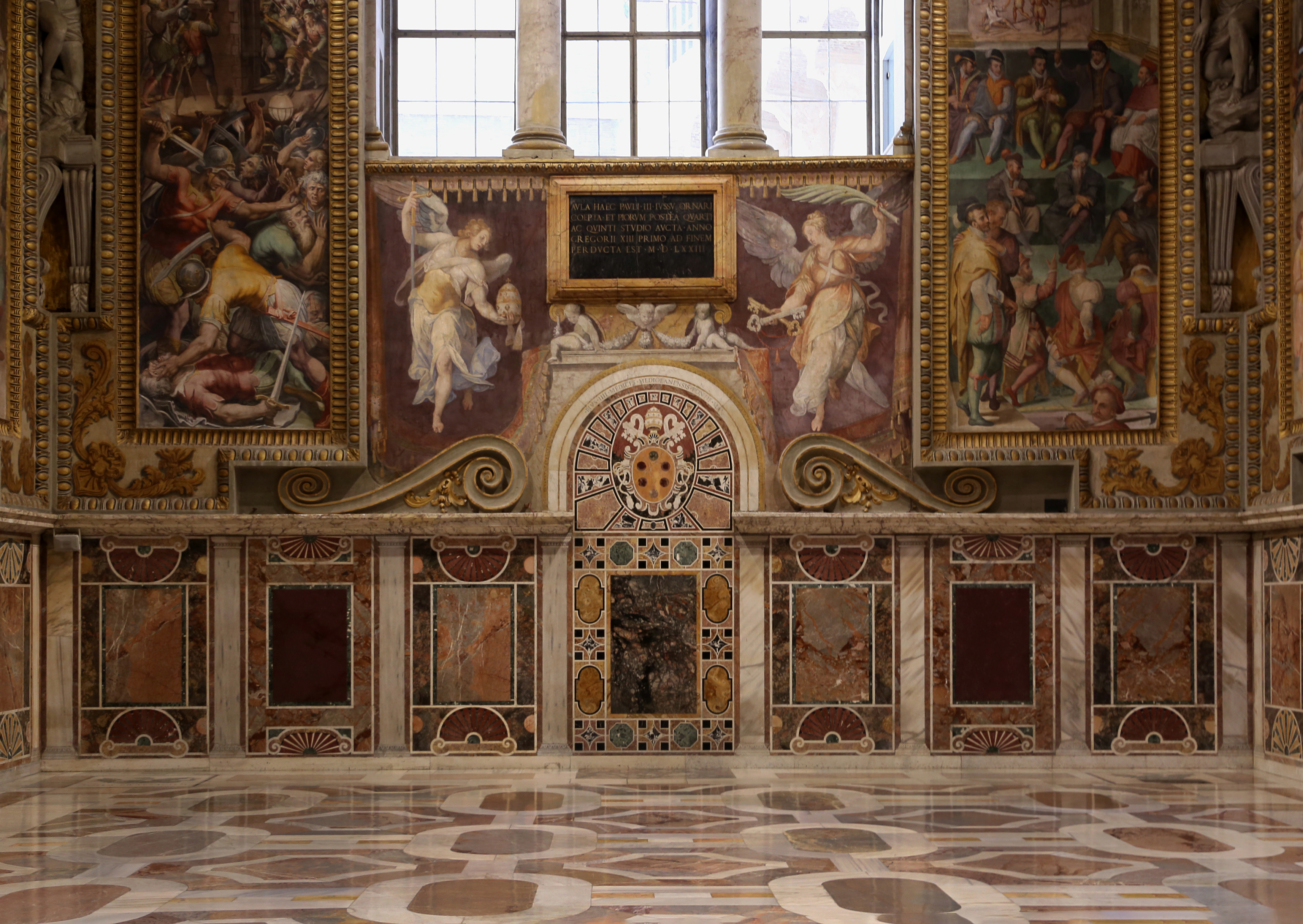
Gemälde und Marmor der Nordwand
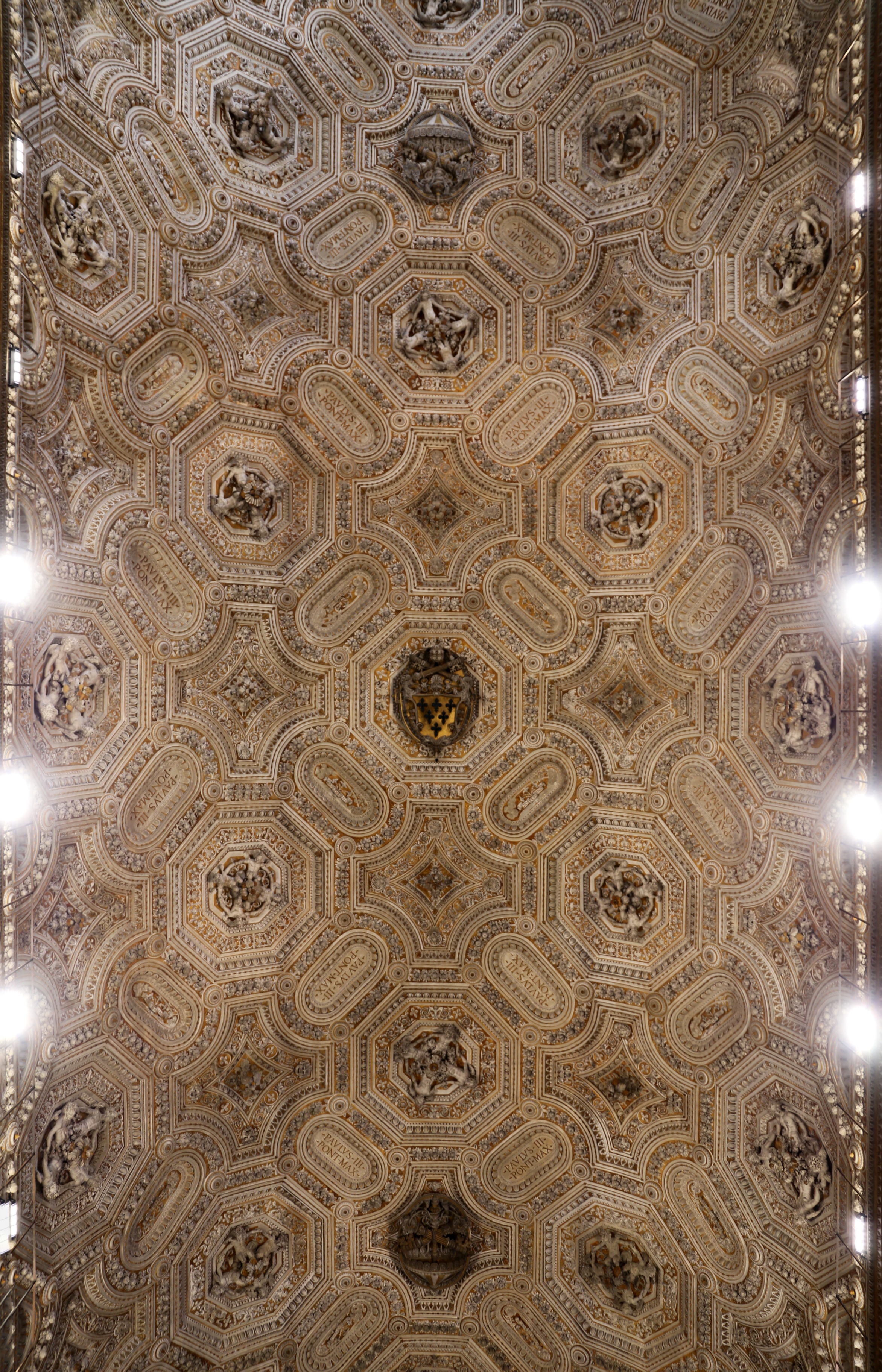
Deckenmalerei von Perino del Vaga